# ساویتر
ساویتر (انگلیسی: Savitr) در اساطیر ودایی یک آدیتیاس است، یعنی زاده الهه مادر اولیه ودایی آدیتی. نام او در سانسکریت ودایی به معنای «پروانه، محرک، زنده کننده» است. او گاهی با سوریا (ایزد)، «خدای خورشید» شناخته می‌شود - و گاهی از آن متمایز می‌شود. هنگامی که او را متمایز از خورشید به‌طور خاص در نظر بگیریم، به عنوان تأثیر الهی یا قدرت زنده‌بخش خورشید در نظر گرفته می‌شود.